# Державний комітет України з питань регуляторної політики та підприємництва
Державний комітет України з питань регуляторної політики та підприємництва (Держкомпідприємництво) — центральний орган виконавчої влади України, діяльність якого спрямовувалась і координувалась Кабінетом Міністрів України через Віце-прем'єр-міністра України.
Комітет існував щонайпізніше з липня 1997.
З 9 грудня 2010 року комітет знаходився у процесі ліквідації..
Функції з реалізації державної політики у сфері реєстрації юридичних осіб та фізичних осіб — підприємців Указом Президента України від 6 квітня 2011 року № 401/2011 покладено на Державну реєстраційну службу України.
Розпорядженням Кабінету Міністрів України від 9 листопада 2011 року № 1152-р функції Держкомпідприємництва у сфері реалізації державної регуляторної політики, державної політики з питань розвитку підприємництва (крім питань реєстрації юридичних осіб та фізичних осіб — підприємців) припинені і передані Міністерству економічного розвитку і торгівлі України.
19 грудня 2011 була утворена Державна служба України з питань регуляторної політики та розвитку підприємництва, як центральний орган виконавчої влади України, яка, згодом була «реорганізована шляхом перетворення» в Державну регуляторну службу України.

## Завдання
Держкомпідприємництво забезпечувало реалізацію державної політики у сфері підприємництва.
Держкомпідприємництво було спеціально уповноваженим органом з питань державної регуляторної політики, державної реєстрації, ліцензування та дозвільної системи у сфері господарської діяльності.
Основними завданнями Держкомпідприємництва були:
- участь у формуванні та реалізації державної регуляторної політики, державної реєстрації, ліцензування та дозвільної системи у сфері господарської діяльності;
- координація діяльності органів виконавчої влади, пов'язаної з розробленням та здійсненням заходів щодо проведення державної регуляторної політики, державної реєстрації, ліцензування та дозвільної системи у сфері господарської діяльності;
- сприяння формуванню системи фінансово-кредитної, консультаційної та інформаційної підтримки підприємництва;
- організація роботи, пов'язаної із здійсненням державного нагляду (контролю) у сфері господарської діяльності.

## Керівники
- Бродський Михайло Юрійович — 24 березня 2010 — 13 лютого 2011
- Кужель Олександра Володимирівна — 21 січня 2009 — 17 березня 2010
- Ващенко Костянтин Олександрович — 6 грудня 2007 — 21 січня 2009
- Дашкевич Андрій Вікторович — 4 березня 2005 — 14 лютого 2007
- Авксентьєв Юрій Анатолійович — лютий 2004 — березень 2005
- Богословська Інна Германівна — 27 травня 2003 — 22 січня 2004
- Кужель Олександра Володимирівна — 23 квітня 1998 — 26 квітня 2003
- Єхануров Юрій Іванович — липень 1997 — квітень 1998

## Виноски
1. ↑  Указ Президента України від 9 грудня 2010 року № 1085/2010 «Про оптимізацію системи центральних органів виконавчої влади»
2. ↑  president.gov.ua [Архівовано 27 січня 2014 у Wayback Machine.] Указ Президента України № 1168/2011 від 19 грудня 2011 року «Про Державну службу України з питань регуляторної політики та розвитку підприємництва»